# Ноутбук за 100 доларів

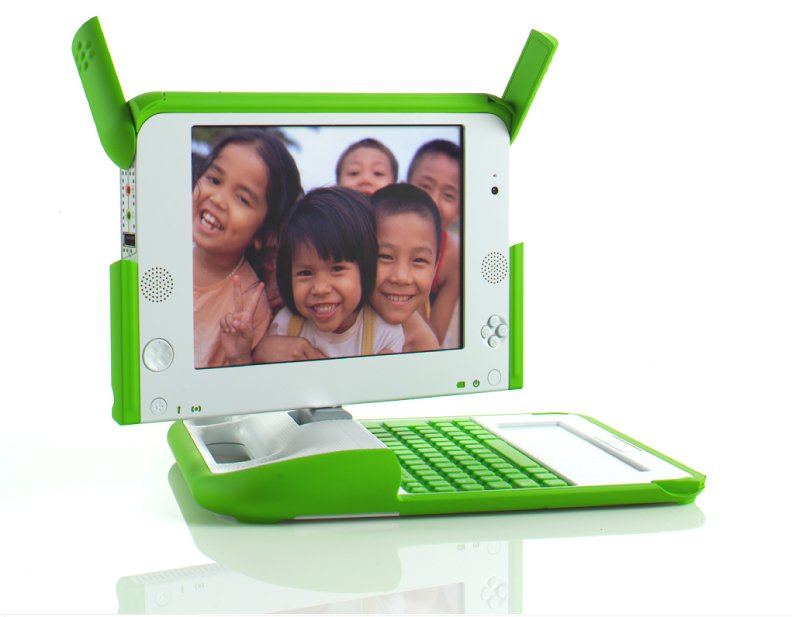
«Ноутбук за 100 доларів»

Ноутбук за 100 доларів (англ. 100-Dollar-Laptop, також англ. OLPC — One Laptop Per Child, або англ. Children's Machine, XO) іноді називають «зеленою машиною» — міцний і недорогий переносний комп'ютер, пристосований до потреб дитини та призначений для використання в рамках шкільного уроку, насамперед у країнах, що розвиваються.
Основною ідеєю створення цього продукту є пристосувати комп'ютер до вимог дітей, перетворити його на вільну базу знань та багатосторонній навчальний засіб для школи, котрий надасть доступ до сучасних знань за допомогою цифрових багатосторонніх засобів інформації будь-якого ґатунку. Прагнеться використання відкритого програмного забезпечення.
Керує проєктом, розробкою, виробництвом і поширенням ноутбуків організація One Laptop Per Child (OLPC) — це розташована у штаті Делавер некомерційна організація, заснована працівниками лабораторії MIT Media Lab Массачусетського технологічного інституту. Про створення організації було заявлено у січні 2005 року співголовою і співзасновником лабораторії професором Ніколасом Негропонте на Світовому економічному форумі. OLPC визначає, що проєкт є перш за все освітнім, а не проєктом з поширення ноутбуків.

## Історія

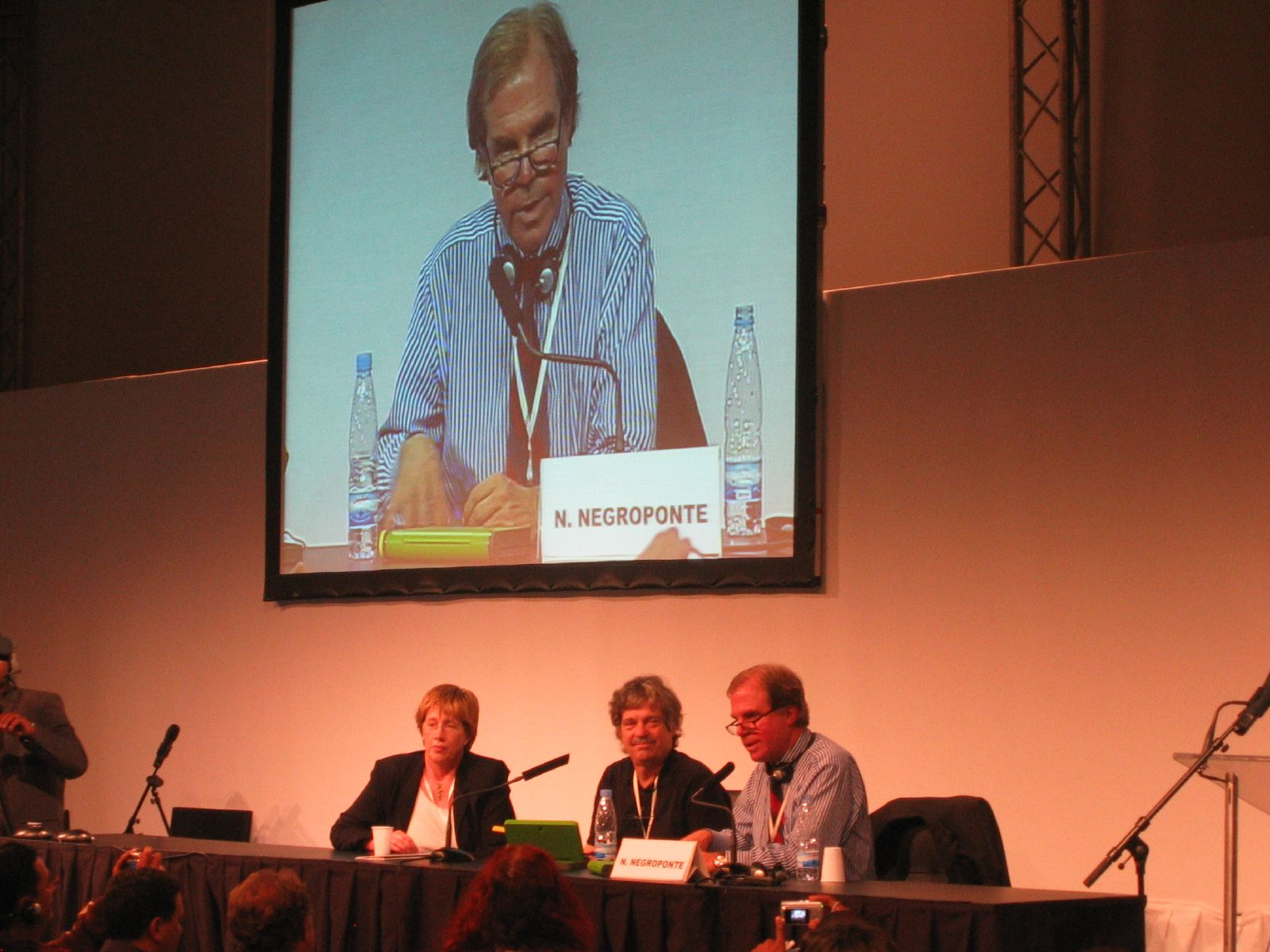
Мері Лу Джепсен, Алан Кей і Ніколас Негропонте представляють OLPC ноутбук

Ідея ноутбука заснована на створеній Сеймуром Папертом конструктивістській теорії навчання згодом розвиненій Аланом Кеєм і Мітчелом Рєзником, принципи якої викладені в книзі Ніколаса Негропонте «Being Digital» (ISBN 0-679-43919-6). Понад два мільйони доларів на здійснення проєкту дали Google, News Corp, AMD, Red Hat і Brightstar. Вони, як люди, так і організації, є активними учасниками проєкту. Цей проєкт є нащадком eMate 1997 року (заснованого на Apple Newton), також призначеного для освіти.
14 грудня 2005, Nortel заявив про те, що став учасником. 
Робочий прототип було подано тільки 16 листопада 2005 року в другій частині Світового саміту інформаційного суспільства (WSIS) в Тунісі. Представлений пристрій був прототипом і роботи щодо поліпшення його продуктивності і ціни все ще тривають. Негропонте передбачає, що одні лише роботи з поліпшення екрана заберуть три місяці. Планувалося, що пристрій буде доступний наприкінці 2006 — початку 2007 років.

### Виробник
13 грудня 2005 року рада директорів OLPC заявила, що виробником оригінального устаткування (ODM) була обрана фірма Quanta Computer. Це рішення було зроблено після того, як були розглянуті пропозиції кількох виробників. Компанія підкреслила, що необхідно виконати велику роботу: «Нам все ще потрібно виконати багато розробок, і ми сподіваємося отримати остаточний продукт у другій половині наступного року (2006)». Протягом наступних шести місяців група дослідників Quanta Research Institute має працювати над ноутбуком.
За словами Уолтера Бендера, голови відділу розробки програмного забезпечення компанії Quanta Computer, перші OLPC надійдуть до кінцевого споживача вже в жовтні 2007 року.

## Країни-учасники
Бразилія, Таїланд, Єгипет, США (Массачусетс), Камбоджа, Домініканська республіка, Коста-Рика, Туніс, Аргентина і Венесуела різними способами приєдналися до проєкту. Ноутбуки продаватимуться урядам, після чого поширюватимуться через міністерства освіти відповідно до правилу «Один ноутбук на дитину». Губернатор штату Массачусетс Мітт Ромні представив на розгляд законодавчого органу штату білль про поширення ноутбуків серед дітей штату.
Спочатку вважалося, що OLPC має поширюватися лише через уряди, але Негропонте заявив, що вони можуть співпрацювати з добре відомими виробниками для створення комерційної версії вартістю приблизно в 225 доларів, яка дозволить компенсувати вартість ноутбуків для країн, що розвиваються.

## Технологія
Ноутбук має використовувати Linux, бути кольоровим, повноекранним ноутбуком. Спочатку він міститиме плоский рідкокристалічний екран, а пізніше, можливо, екран на основі електронного паперу (наприклад E-ink розробленого в MIT Media Lab). Ноутбук має бути міцним, використовувати нові джерела живлення (що включають заводну ручку), дозволяти використовувати Wi-Fi і Voice over IP, мати сенсорний екран (включаючи окрему панель для рукописного введення).

### Вимоги до пристрою
Мері Лу Джепсен визначила вимоги до апаратури так:
- мінімальне споживання енергії, яке має лежати в межах від 2—3 Вт;
- при виробництві більш ніж мільйона екземплярів мінімальна вартість продукції має складати 100 доларів США;
- привабливий і, навіть, «крутий» зовнішній вигляд;
- функціональність електронної книги з мінімальним споживанням енергії;
- програмне забезпечення, поставлене з ноутбуком, має бути відкритим і безкоштовним.

Вимоги до програмного забезпечення і освітніх засобів публічно не обговорювалися.

### Апаратне забезпечення
Специфікації апаратного забезпечення, на грудень 2005, включають інформацію з:
- FAQ ноутбука за 100 доларів від MIT Media Lab і
- відео інтерв'ю з Мері Лу Джепсен взятого 17 листопада 2005 року на Всесвітньому Саміті Інформаційного Товариства (WSIS) в Тунісі.
- запис лекції Ніколаса Негропонте прочитаної у вересні 2005 року на Technology Review's Fifth Annual Emerging Technologies Conference.

#### Особливості
- «Спеціальний» 500-мегагерцевий процесор виробництва AMD (Advanced Micro Devices) з енергоспоживанням 0,25 Вт;
- рідкокристалічний SVGA дисплей з діагоналлю 7,5 дюйма може використовуватися у двох режимах:
  - кольоровий/DVD режим з розділенням 350 на 470 пікселів з підсвічуванням (для використання в режимі ноутбука);
  - монохромний режим з розділенням 800 на 600 пікселів і відбиттям сонячного світла (для читання електронних книжок на відкритому повітрі);
- 128 мегабайт DRAM-пам'яті;
- 512 мегабайт флеш-пам'яті;
- бездротова мережа, яка використовує набір мікросхем «Extended Range» 802.11b, який працює з відносно невеликою швидкістю (2 Мб/с) для зменшення енергоспоживання;
- локалізована клавіатура з усталеною розкладкою клавіш;
- сенсорна панель управління і рукописного введення;
- два динаміки;
- 4 USB порти;
- джерела живлення:
  - шнур живлення змінного струму який, одночасно, може використовуватися для перенесення ноутбука;
  - дві акумуляторні батареї розміру C (R14) чи D з ручним генератором для зарядки;
  - чотири C (LR14) чи D (LR20) лужні батареї.

#### Те, від чого відмовилися
- немає рухомих частин
  - немає твердого диска
  - немає приводів оптичних дисків (тобто CDROM чи DVD пристроїв)
  - немає дисковода гнучких дисків
- немає інтерфейсу ATA (оскільки відсутні накопичувачі з цим інтерфейсом)
- немає роз'єму PCMCIA

#### Енергоспоживання
Відповідно до мети проєкту, енергоспоживання має бути в межах від 2 до 3 Вт в режимі ноутбука. Споживання в режимі електронної книги має бути від чотирьох до шести разів меншим.
Мінімально прийнятне відношення часу роботи обладнання до часу зарядки заводною ручкою має бути 1:10, тобто одна хвилина обертання генератора має забезпечувати десять хвилин роботи. Для роботи в режимі електронної книги відношення має лежати в межах від 1:40 до 1:60, тобто одна хвилина обертання генератора має забезпечувати від 40 до 60 хвилин читання електронної книги.
У режимі електронної книги всі підсистеми засинають за винятком дисплея (підсвічування екрана також вимикається). Коли користувач переходить на іншу сторінку, система прокидається, відображає нову сторінку і знову «засинає».

#### Дисплей
Очікується, що OLPC ноутбуки першого покоління матимуть сучасні недорогі рідкокристалічні TFT дисплеї. Очікується, що пізніше OLPC ноутбуки використовуватимуть недорогі і економічні дисплеї високого розділення на основі електронних чорнил.
TFT дисплей — це найдорожча частина ноутбука. У квітні 2005 року, Негропонте найняв Мері Лу Джепсен яка думала приєднатися до відділу Media Arts and Sciences MIT Media Lab у вересні 2006 року як технічного директора OLPC. Джепсен розробляє новий дисплей для ноутбуків першого покоління, які, як сказано створюються на основі невеликих LCD екранів, що використовуються в портативних DVD-програвачах. Вона вважає, що такий дисплей коштуватиме приблизно 35 доларів.

#### Центральний процесор
Архітектура, назва процесора і номер моделі не опубліковані. Партнером OLPC є фірма AMD і очікується що вона постачатиме процесори для цього проєкту. Негропонте постійного згадує про 500-мегагерцовий процесор.[джерело?] Джепсен висловилася в відеоінтерв'ю про те, що для центрального процесора використовуватиметься «спеціальний 500-мегагерцевий процесор виробництва AMD» з енергоспоживанням 0,25 Вт.
Багато хто вважає, що архітектура ЦП має бути сумісною з системою команд x86 фірми Intel. Якщо це так, явним кандидатом є родина процесорів Geode™ від AMD. 500-мегагерцевий процесор AMD Geode LX 800@0.9W™ є найслабшим процесором сімейства, але його типове енергоспоживання становить 1,6 Вт (і максимальне 2,4 Вт). Типове енергоспоживання в шість разів перевищує мету, заявлену Джепсон щодо споживання системи в цілому. Цей процесор випускається з використанням 0,13-мікронного технологічного процесу. Навіть припускаючи, що процес буде змінено і енергоспоживання буде зменшено до 1,1 Вт для того ж чипу побудованого із застосуванням 90-нм процесу чи 0,8 Вт для 65-нм процесу, використання цього процесора все ще залишається малоймовірним.
Менш очевидним, але, можливо, імовірнішим кандидатом є сімейство процесорів AMD Alchemy™. Це сімейство процесорів використовує архітектуру MIPS з сімейством команд MIPS32™. Наприклад процесор AMD Alchemy™ Au1100™ видається кандидатом для цього проєкту. Енергоспоживання цього процесора менше за 200 мВт на частоті 333 мегагерци і збільшується до 500 мВт на 500 мегагерцах. Працюючи на частоті в 400 мегагерц він відповідає обмеженню в 0,25 Вт, згаданому Джепсон. Крім того, цей процесор може бути в idle і sleep режимах енергозбереження, а його псевдостатична архітектура дозволяє зменшувати частоту, зберігаючи, таким чином, енергію. Ця гнучкість дозволяє реалізовувати різні схеми енергозбереження. Крім ядра MIPS він містить контролери LCD, USB, та SDRAM, контролер флеш-пам'яті й деякі інші контролери використовувані в ноутбуках. Усі ці особливості дозволяють зберігати ціну ноутбука низькою як за рахунок відмови від деяких компонент, так і за рахунок здешевлення збирання. Процесор AMD Alchemy™ Au1200™ може бути можливим кандидатом що надає як високошвидкісний USB 2.0 контролер так і DDR1/DDR2 RAM контролер, причому ці додаткові опції можуть додатково збільшити енергоспоживання.
У кінцевому варіанті схема може включати в себе і бездротовий мережний контролер.

#### Бездротова мережа
Підтримка IEEE 802.11b забезпечуватиметься за допомогою чипсета Wi-Fi «Extended Range». Джепсон сказала, що бездротовий чипсет працюватиме на зниженій швидкості у 2 Mbps замість звичайних 5,5 Mbps чи 11 Mbps для того, щоб знизити енергоспоживання.
Щоразу після включення ноутбук включається в загальну комірчасту мережу, у якій кожен вузол може з'єднуватися з іншими вузлами і може сприймати і передавати пакети вузлів через хмару. Якщо будь-який комп'ютер в хмарі отримує доступ в Інтернет (безпосередньо чи опосередковано) всі комп'ютери в мережі отримують доступ до інтернету. Швидкість передачі даних через таку мережу невелика, але подібні мережі, такі як «збережи і передай» проєкту Motoman нині забезпечують електронною поштою до 1000 школярів Камбоджі. Швидше за все, такої швидкості вистачить для асинхронних мережевих застосунків, таких як пошта, для зв'язку з тим, хто перебуває зовні хмари, а не для інтерактивного використання, веббраузинга чи високошвидкісних застосунків, таких як передача відео. Усередині хмари можливе інтерактивне мережне спілкування.
Звичайні системи IEEE 802.11 лише керують трафіком всередині локальної хмари бездротових пристроїв приблизно так само як Ethernet системи. Кожен вузол приймає і передає пакети безпосередньо, але не перенаправляє пакети між вузлами якщо вони не можуть зв'язатися безпосередньо.

#### Клавіатура і тачпад
Негропонте і Джепсон сказали, що клавіатура буде модифікуватися для того, щоб відповідати стандартній клавіатурі поточної країни. Деякі версії прототипа, показаного на WSIS, мали клавіатуру, що знімається. На інших прототипах клавіатура була з'єднана з дисплеєм.

#### Герметичність
Клавіатура обертається навколо водонепроникного відсіку живлення/генератора закриваючи оточений ручкою для перенесення дисплей. Негропонте сказав, в закритому стані клавіатура і дисплей герметичні і виключають потрапляння води і пилу.

### Програмне забезпечення

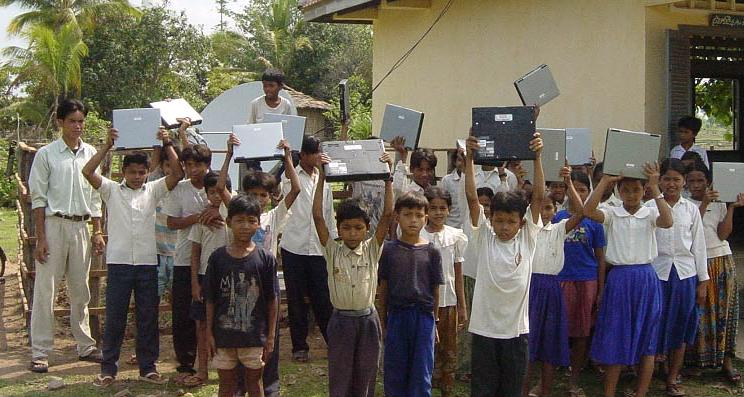
Діти в камбоджійській школі де з 2001 року проводилася пілотна програма

Усе програмне забезпечення ноутбука має бути вільним. На листопад 2005 планувалось використання наступного програмного забезпечення:
- Red Hat Linux як операційна система
- веббраузер
- Текстовий редактор
- програма для роботи з електронною поштою
- система програмування, що включає мову програмування Squeak

Стів Джобс пропонував безкоштовно використовувати Mac OS X, але, посилаючись на Сеймура Пайперта, заслуженого професора MIT і одного з ініціаторів проєкту, розробники бажають працювати з операційною системою, яку вони, в разі чого, можуть полагодити: «Ми відхиляємо пропозицію оскільки це не є вільне програмне забезпечення». Тому обрано Linux. Білл Гейтс з Microsoft намагався переконати Негропонте використовувати одну з версій Microsoft Windows але його пропозиція так само не була прийнята. Деякі друзі Негропонте говорили, що Microsoft може спробувати портувати Windows на ноутбук, на що він відповів, що це було б чудово і сприяло б поширенню ноутбуків.
Негропонте також заявив, що він хотів б бачити Wikipedia на ноутбукові. Джиммі Вейлс, один співзасновників Wikipedia, відчуває що Wikipedia може бути одним із навчальних застосунків для цього пристрою. Деяка кількість книжок має бути переписана для того, щоб проєкт досяг своєї основної, освітньої, мети. З іншого боку, видавці можуть випустити дешеві електронні версії своїх видань і тоді їх можна було б використовувати.

## Критика проєкту
На ранніх стадіях проєкт, в основному, критикувався як нездійсненний.
На конференції ООН, що проходила в Тунісі, деякі офіційні особи з Африки, найвідомішими з яких є Марта Денсохо з Камеруна і Мухамед Діоп з Малі, висловлювали сумніви про мотиви проєкту і заявляли, що проєкт занадто американський і що запропоноване рішення не можна застосувати до специфічних завдань, які стоять перед населенням Африки.
Дансохо сказала, що в проєкті неправильно розставлено пріоритети:
|  | Жінки Африки виконують велику частину роботи і не мають часу на те, щоб сидіти з дітьми і думати, яким буде врожай... Усе, що їм потрібно — це чиста вода і справжні школи. |

Діоп, у свою чергу, заявив, що це спроба створення нових ринків під прикриттям «некомерційної» діяльності:
|  | Це дуже спритний маркетинговий хід. Під маскою «некомерційної» діяльності сотні мільйонів цих ноутбуків продадуть нашим урядам. Єдиний спосіб досягнення економічних цілей — зниження ціни. Вони знайшли спосіб продажу сили-силенної пристроїв бідним людям. |